# Hesham Yakan
Pour les articles homonymes, voir Yakan.
Hesham Yakan Zaki (arabe : هشام يكن), né le 10 août 1962 en Égypte, est un joueur de football professionnel égyptien qui évoluait au poste de défenseur.

## Biographie
Il a joué toute sa carrière pour le club égyptien de Zamalek entre 1982 et 1995.

## Palmarès

### Joueur
- Zamalek
  - 4 Championnats d'Égypte (83/84-87/88-91/92-92/93)
  - 1 Coupe d'Égypte (87/88)
  - 3 Ligues des champions de la CAF (84-86-93)
  - 1 Supercoupe d'Afrique (1994)
  - 1 Coupe Afro-Asiatique (1988)

### Manager
- Zamalek
  - 1 Championnat d'Égypte (2003/2004)
  - 1 Coupe des pays arabes (2003)
  - 1 Coupe égypto-saoudienne (2003)